# طب السمنة
طب السمنة (بالإنجليزية: Bariatrics)‏ هي فرع من فروع الطب الذي يتعامل مع الأسباب والوقاية والعلاج من السمنة., ويشمل هذا المجال اتباع نظام غذائي وممارسة الرياضة والعلاج السلوكي مؤديا إلى فقدان الوزن، فضلا عن العلاج الدوائي والجراحة.

## المصطلحات
صِيغ مصطلح طب السمنة (بارياتريكس) حوالي عام 1965، من الجذر اليوناني بار- («وزن» كما في بارومتر)، والزائدة -ياتر («علاج» كما في كلمة بيدياتريكس أي طب الأطفال)، والزائدة -يك (أي «المتعلقة بـ»). يشمل هذا المجال أساليب الحمية والتمارين الرياضية والعلاج السلوكي لفقدان الوزن، بالإضافة إلى العلاج الدوائي والجراحة. يستخدم المصطلح أيضًا في المجال الطبي تعبيرًا ملطفًا إلى حد ما للإشارة إلى الأشخاص ذوي الأحجام الكبيرة دون النظر إلى مشاركتهم في أي علاج خاص بفقدان الوزن، كما في كتالوجات المستلزمات الطبية التي تعرض أثواب المستشفيات الكبيرة وأسرّة المستشفيات التي يشار إليها بـ «مستلزمات المرضى السمينين».

## مرضى السمنة
تعد زيادة الوزن أو البدانة من المشاكل الطبية المتزايدة. هناك العديد من الآثار الصحية الضارة للبدانة: فالأفراد الذين يتجاوز مؤشر كتلة الجسم (بي إم آي) لديهم المعدل الصحي معرضون لخطر الإصابة بمشاكل صحية أكبر بكثير. تشمل هذه المشاكل أمراض القلب والسكري والعديد من السرطانات والربو وانقطاع النفس الانسدادي النومي والاضطرابات العضلية الهيكلية المزمنة. هناك أيضًا تركيز على العلاقة بين السمنة والوفيات.
قد يجد الأشخاص الذين يعانون من زيادة الوزن والسمنة، بما في ذلك الأطفال، صعوبة في إنقاص وزنهم من تلقاء أنفسهم. من الشائع أن من يتبعون حميات غذائية بهوس يكتسبون الوزن أو يعودون إلى وزنهم الأصلي بعد التوقف عن اتباع تلك الحميات. يلاحَظ بعض التحسن في الصحة النفسية للمريض بعد جراحة علاج البدانة. أبلغ 51% من المرشحين لجراحة علاج البدانة عن تاريخ اضطراب نفسي، وتحديدًا الاكتئاب، بالإضافة إلى أخذهم دواء واحد موصوف على الأقل من الأدوية النفسية خلال فترة إحالتهم للجراحة.

## طرق العلاج
رغم أن النظام الغذائي وممارسة الرياضة والعلاج السلوكي وأدوية التخسيس هي الخط الأول للعلاج، للعلاج الطبي للبدانة المفرطة نجاح محدود على المدى القصير وضئيل للغاية على المدى الطويل. تؤدي جراحة إنقاص الوزن بشكل عام إلى فقدان الوزن بشكل أكبر من العلاج التقليدي، وتؤدي إلى تحسينات في نوعية الحياة والأمراض المرتبطة بالسمنة مثل ارتفاع ضغط الدم والسكري. وجد تحليل تلوي شمل 174,772 مشاركًا نُشر في مجلة ذا لانسيت في عام 2021 أن جراحة علاج البدانة ارتبطت بانخفاض معدل الوفيات الناجمة عن جميع الأسباب بنسبة 59% و30% بين البالغين الذين يعانون من السمنة المفرطة المصابين أو غير المصابين بداء سكري النوع الثاني على التوالي. وجد هذا التحليل أيضًا أن متوسط العمر المتوقع كان أطول بـ 9.3 سنوات للبالغين الذين يعانون من البدانة والمصابين بداء السكري الذين خضعوا لجراحة علاج البدانة مقارنةً بالرعاية الروتينية (غير الجراحية)، بينما كان متوسط العمر المتوقع أطول بـ 5.1 سنوات للبالغين الذين يعانون من البدانة وغير المصابين بداء السكري.
قد تكون مجموعة الأساليب المستخدمة مصممة خصيصًا لكل مريض. يجب النظر في علاجات السمنة لدى الشباب بحذر شديد وبشروط معينة قد لا يتوجب أخذها في الاعتبار عند البالغين.
تشمل التقنيات المستخدمة في طب السمنة تحليل المعاوقة الكهربائية البيولوجية، وهي طريقة لقياس نسبة الدهون في الجسم.

## اقرأ أيضًا
- جراحة تخفيف الوزن
- حمية غذائية
- تمارين رياضية
- إدمان الطعام
- مفرطو الأكل المجهولون

## وصلات خارجية
- VIDEO: How Bariatrics Has Changed Our Understanding of Type II Diabetes Dr. Daniel McKenna speaks at the University of Wisconsin School of Medicine and Public Health, 2008.
- MedLinePlus Portal on Weight Loss Surgery